# Herzogia
Herzogia – międzynarodowe czasopismo wydawane przez Bryological and Lichenological Association for Central Europe (BLAM). Puublikuje oryginalne prace naukowe i krótkie komunikaty w języku niemieckim i angielskim. Skupia się na systematyce, taksonomii, biogeografii i ekologii mszaków i porostów, głównie tych, które występują w Europie lub na gatunkach, które są przedmiotem ogólnego zainteresowania przedstawicieli BLAM. Herzogia jest wydawana od 1968 roku w dwóch częściach w każdym tomie i roku.
Czasopismo jest bezpłatnie dostępne dla członków BLAM za pośrednictwem BioOne. dla pozostałych dostępne jest w subskrypcji. Wysyłane jest pocztą lub online za pośrednictwem BioOne.
ISSN: 0018-0971